# Zuzara venosa
Zuzara venosa är en kräftdjursart som först beskrevs av Stebbing 1876.  Zuzara venosa ingår i släktet Zuzara och familjen klotkräftor. Inga underarter finns listade i Catalogue of Life.